# مكتب البحث العلمي والتطوير
مكتب البحث العلمي والتطوير (بالإنجليزية: Office of Scientific Research and Development) كان وكالة ضمن حكومة الولايات المتحدة، عملت على تنسيق جهود البحث العلمي للأغراض العسكرية أثناء الحرب العالمية الثانية. أقيمت التحضيرات لإنشاء هذا الكيان خلال مايو 1941، وتأسس رسميًّا بالأمر التنفيذي 8807 الصادر في 28 يونيو 1941. كان لمكتب البحث العلمي والتطوير سلطة أعلى من لجنة أبحاث الدفاع الوطني، ومُنح ما يكاد يكون وصولًا غير محدود للموارد. ترأس المكتب فانيفار بوش الذي كان يرفع تقاريره فقط إلى الرئيس فرانكلين ديلانو روزفيلت.
كان مجال البحث متنوعًا إلى حد بعيد، وتضمن مشاريع مكرسة لقنابل جديدة وأكثر دقة، مفجرات أكثر اعتمادية، أعمال متعلقة بفتيل الاقتراب، الصواريخ الموجهة، الرادارات وأنظمة الإنذار المبكر، وأسلحة اليد الأكثر خفة، وإنتاج علاجات طبية أكثر فاعلية، وتصميم مركبات أكثر مرونة، والقسم الأكثر سرية ضمن أعمال المكتب سُمي القسم إس-1، الذي أصبح فيما بعد مشروع مانهاتن الذي طور أول سلاح ذري.

## أنظر أيضًا
- لجنة بحوث الدفاع الوطني